# 高山羊茅
高山羊茅（学名：Festuca arioides）为禾本科羊茅属下的一个种。

## 扩展阅读
- 維基物種上的相關：高山羊茅